# Pseudonthobium fracticolloides
Pseudonthobium fracticolloides là một loài bọ cánh cứng trong họ Bọ hung (Scarabaeidae).